# Araujia megapotamica
Araujia megapotamica är en oleanderväxtart som först beskrevs av Spreng., och fick sitt nu gällande namn av George Don jr. Araujia megapotamica ingår i släktet Araujia och familjen oleanderväxter. Inga underarter finns listade i Catalogue of Life.